# گاه‌شمار تاریخ طبیعی
گاه‌شمار تاریخ طبیعی به بررسی وقایع مهم کیهان‌شناسی، زمین‌شناسی و زیست‌شناسی از آغاز شکل‌گیری گیتی تا ظهور انسانها می‌پردازد.
در این گاه‌شمار Ma (از واژهٔ megaannum یا مگا-سال) واحدی از زمان است که یک میلیون (۱۰۶) سال را دربر دارد.

## تشکیل گیتی

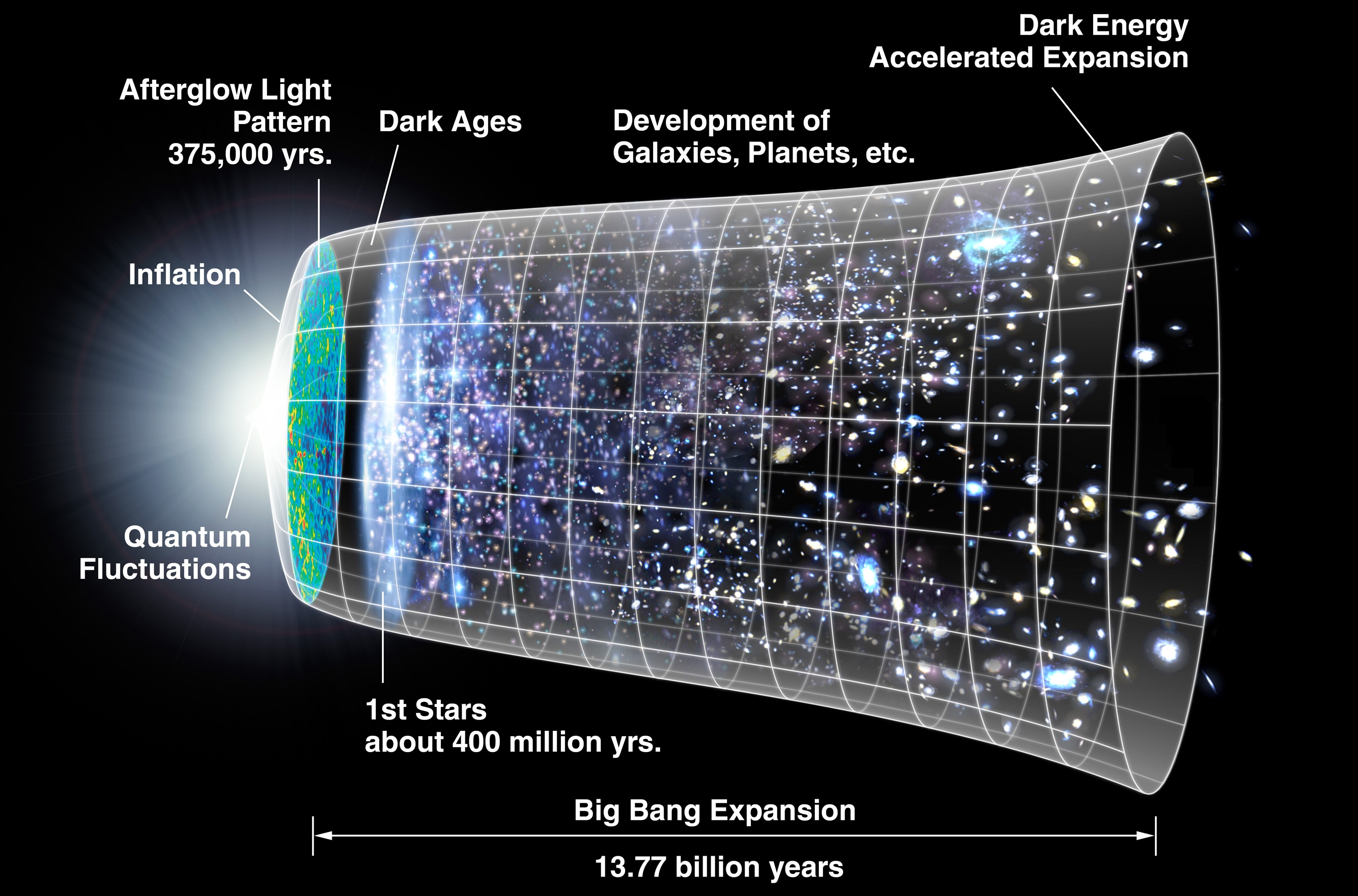
مهبانگ و تشکیل گیتی

- ۱۳٫۷ ± ۰٫۲ میلیارد سال پیش {۱۳،۷۰۰ میلیون سال پیش}: سن محاسبه‌شدهٔ گیتی مطابق با نظریهٔ مه‌بانگ
- ۱۳،۶۰۰-۱۳،۵۰۰: اولین ستارهها شروع به درخشش کردند
- ۱۳،۲۰۰ Ma: سن قدیمی‌ترین ستارهٔ موجود در کهکشان اچ‌ای ۱۵۲۳-۰۹۰۱.
- ۱۳،۱۰۰ Ma: کهکشان‌ها شروع به شکل‌گیری می‌کنند
- ۱۲،۷۰۰ Ma: سن اختروش CFHQS 1641+3755
- ۹،۰۰۰ Ma: اولین فلزیگی و ستاره‌های همانند خورشید

## اولین منظومهٔ خورشیدی
در تاریخچهٔ آغاز منظومهٔ شمسی، خورشید، سیارات و غول‌های گازی شکل گرفتند. بخش درونی منظومه شمسی آهسته‌تر از بخش بیرونی جمع‌می‌شود، به همین دلیل سیارات سنگی همانند زمین و ماه هنوز شکل نگرفته‌اند.
- حدود ۴،۵۷۰ Ma: انفجار یک ابرنواختر بزرگ باعث ایجاد موجی شوکی در منطقه‌ای متراکم در کهکشان راه شیری می‌شود.
- ۴،۵۶۷ ± ۳ Ma: فروپاشی سریع هیدروژن باعث ایجاد سومین نسل فلزیگی و خورشید می‌شود که در منطقه‌ای قابل سکونت حدود ۲۵،۰۰۰ سال نوری از مرکز کهکشان راه شیری رخ می‌دهد.[۱]
- ۴،۵۶۶±۲ Ma: یک دیسک گازی (که زمین بعداً از آن تشکیل می‌شود) به دور خورشید جوان که در حالت تی ثوری قرار دارد، می‌چرخد.
- ۴،۵۶۰–۴۵۵۰ Ma: زمین در منطقهٔ سردتر قابل سکونت منظومه شمسی تشکیل می‌شود. ثابت خورشیدی در این مرحله ۷۳ ٪ بود، با این وجود گفته می‌شود که آب در این زمان روی زمین وجود داشت که به دلیل اثر گلخانه‌ای شدید از گازهای متان و کربن دی‌اکسید به وجود آمده بود.

## دوران هادئن
عصر هادئن به انگلیسی Hadeon Eon نامیده می‌شود. EON اندازه‌ای از زمان است که در مقیاس زمانی زمین‌شناسی از آن استفاده می‌شود. Eonها شامل دوره‌های مختلفی هستند که به Period (دوره)، Epochs (عصر) و Ages تقسیم می‌شوند.
- ۴،۵۳۳ Ma: بنابر فرضیهٔ «برخورد بزرگ» بعد از شکل‌گیری زمین، ماه از زمین به وجود می‌آید. زمین در این زمان اندازهٔ کوچکتری از حال حاضر دارد (به دلیل این برخورد) به واسطهٔ این برخورد بزرگ، مواد سنگی بسیار زیادی از زمین خارج شده و در مدار آن شروع به چرخش می‌کنند که چند میلیون سال به عنوان یک حلقه در گردش دور زمین باقی می‌ماند و در نهایت ماه در طول چند میلیون سال از این حلقه شکل می‌گیرد. در این زمان زمین توسط اقیانوسی از مواد مذاب به عمق ۲۰۰ کیلومتر پوشیده‌شده است. در این زمان هیچ اثری از زندگی روی زمین دیده نمی‌شود. تخلیهٔ گاز از سنگ‌ها به زمین اتمسفری کاهش‌شده شامل متان, نیتروژن, هیدروژن, آمونیاک و بخار آب، با مقادیر کمی از سولفید هیدروژن و بعدها کربن دی‌اکسید می‌دهد. با تخلیهٔ گاز در سال‌های آتی با دمای بیش از ۱۰۰۰ تا ۱۵۰۰ کلوین، نیتروژن و آمونیا کاهش می‌یابند و جای خود را به متان، کربن مونوکسید، کربن دی‌اکسید، بخار آب و هیدروژن می‌دهند.
- ۴۴۵۰ Ma: در طول ۱۰۰ میلیون سال از تشکیل ماه آنورتوزیت در سطح ماه تشکیل شده‌است. در زمین عصر بارانی آغاز می‌شود که لایهٔ زمین را از وجود مواد مذاب خنک کرده و اجازهٔ تشکیل اقیانوس‌ها را می‌دهد.